# Maestrazgo (Teruel)
Pour les articles homonymes, voir Maestrazgo (homonymie).
Le Maestrazgo est une comarque aragonaise située dans la Province de Teruel (Espagne). Son chef-lieu est Cantavieja.

## Communes
| Commune                   | Population | km²    | Hab/km² |
| ------------------------- | ---------- | ------ | ------- |
| Allepuz                   | 141        | 67,26  | 2,1     |
| Bordón                    | 139        | 29,98  | 4,64    |
| Cantavieja                | 748        | 124,56 | 6       |
| Cañada de Benatanduz      | 50         | 34,89  | 1,43    |
| Castellote                | 817        | 233,19 | 3,5     |
| Fortanete                 | 203        | 168,21 | 1,21    |
| La Cuba                   | 51         | 6,51   | 7,83    |
| La Iglesuela del Cid      | 498        | 40,29  | 12,36   |
| Mirambel                  | 134        | 45,47  | 2,95    |
| Miravete de la Sierra     | 41         | 36,51  | 1,12    |
| Molinos                   | 312        | 79,61  | 3,92    |
| Pitarque                  | 108        | 54,35  | 1,99    |
| Tronchón                  | 94         | 57,11  | 1,47    |
| Villarluengo              | 207        | 159,88 | 1,29    |
| Villarroya de los Pinares | 194        | 66,41  | 2,92    |

## Géographie
Parmi les espaces naturels, il faut noter la rivière Pitarque, les Órganos de Montoro, les Cañones del Guadalope et la Gruta de Molinos.

## Histoire
Les villages du Maestrazgo ont appartenu en majorité aux Templiers et, après la dissolution de leur ordre, aux Hospitaliers. Ainsi, Cantavieja, Mirambel, Villarluengo et d'autres lieux conservent la structure de villages historiques médiévaux entourés de murailles ou avec un château, ce qui met en évidence le caractère défensif qu'ils avaient aux yeux des ordres militaires.
Le général Ramón Cabrera y Griñó a mené ses actions dans cette zone durant la Première Guerre Carliste (1833 - 1840). Il fut nommé, par Charles « VII » (Charles de Bourbon (1848-1909), prétendant carliste au trône d'Espagne), 1er duc del Maestrazgo (Ses titres carlistes furent confirmés par le gouvernement liberal le 14 juin 1875. Cabrera y Griñó reconnut Alphonse XIII comme roi d'Espagne en 1875.).